# Claudia Lobo
Claudia Carmona Lobo (Ciudad de México, 19 de febrero de 1963),  conocida como Claudia Lobo, es una actriz y productora de teatro mexicana. Ha participado en telenovelas como Nada personal, Todo por amor, Ladrón de corazones y Amores... querer con alevosía, además de obras de teatro como Los justos, Noches de Epifanía y El Radio de Marie Curie.

## Biografía
Claudia Carmona Lobo nació el 19 de febrero de 1963. Estudió en el Colegio Madrid. Estudió danza, actuación y por dos años en Londres, y en 1987 se graduó del Centro Universitario de Teatro (CUT) de la Universidad Nacional Autónoma de México (UNAM).

## Filmografía

### Televisión
- Tríada (2022) como Dolores López vda. de Fuentes[3]
- El señor de los cielos (2022-2024) como Esther Ahumada
- Aquí en la Tierra (2018) como Adriana Hurtado
- La fiscal de hierro (2017) como Luz Marina
- Un día cualquiera (2016) como Magda
- Caminos de Guanajuato (2015) como Rosaura Manterola
- Prohibido amar (2013) como Cecilia Romero
- Amor cautivo (2012) como Gladys de Estrada
- Bajo el alma (2011) como Sofía Quiroz
- Mujer comprada (2009) como Regina Silveti
- Vivir por ti (2008) como Lucila
- Cada quien su santo (2008)
- Cambio de vida (2007)
- Marina (2006) como Graciela
- Los Plateados (2005) como Irene Villar vda. de Castañeda
- Ladrón de corazones (2003) como Celia Tapia
- Daniela (2002) como Ana Patricia
- Lo que callamos las mujeres (2001) como Silvia
- Amores... querer con alevosía (2001) como Elena
- Todo por amor (2000) como Martha
- Yacaranday (1999) como Laura
- Demasiado corazón (1997) como Alma
- Madame le consoul (1997) como Cathy
- Nada personal (1996) como Alma González

### Películas
- La vida en el silencio (2022) como Eugenia del Paso
- Donde los pájaros van a morir (2022)
- La caída (2022) como Carmen
- El vestido de la novia (2022) como Laura Lubo
- La diosa del asfalto (2020) como Esperanza
- Nuevo orden (2020) como Tamara
- Las niñas bien (2018) como Mariluz
- Amar (2009) como la mamá de Marta
- El búfalo de la noche (2007) como Emiliana
- American Visa (2005) como Nora
- Matador (2005) como Vienna Fling
- Todo el poder (2000) como Tere
- El plato (1998, cortometraje)
- Directamente al cielo (1996, cortometraje)
- Jonás y la ballena rosada (1995) como Talía
- Peligro inminente (1994) como la mujer de Ritter
- La dedicatoria (1992, cortometraje)
- Los fantasmas que aman demasiado (1987)